# 小辺路

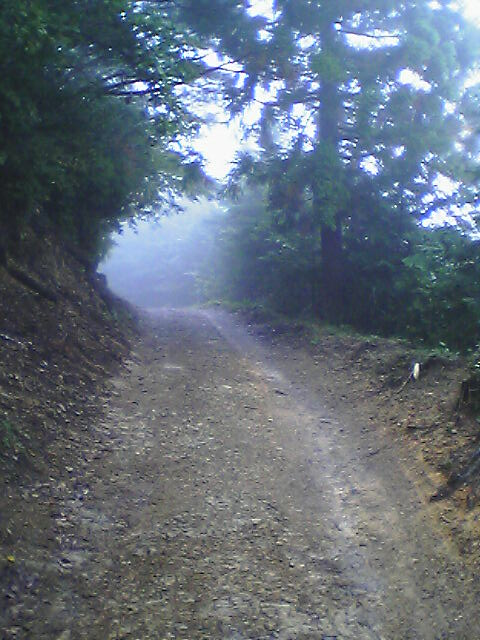
熊野古道小辺路・薄峠付近の尾根道（高野町）

小辺路（こへち）は、熊野三山への参詣道・熊野古道のひとつ。高野山（和歌山県伊都郡高野町）と熊野本宮大社（和歌山県田辺市本宮町本宮）を結び、紀伊山地を南北に縦走する。

## 概要

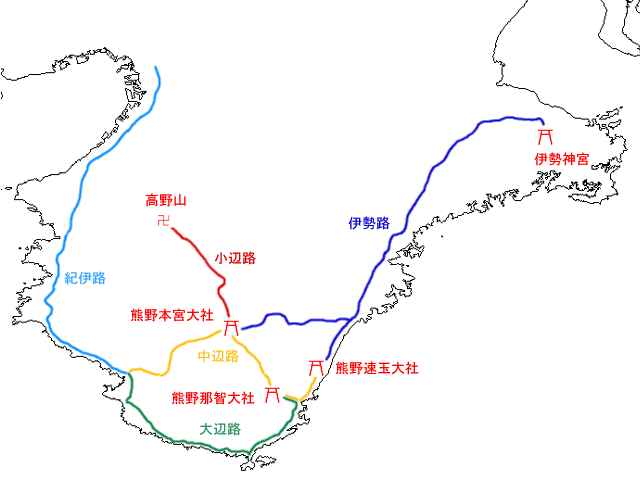
熊野古道の地図。赤線が小辺路

小辺路は弘法大師によって開かれた密教の聖地である高野山と、熊野三山の一角である熊野本宮大社とを結ぶ道である。熊野古道の中では、起点から熊野本宮大社までを最短距離（約70キロメートル）で結び、奥高野から果無山脈にかけての紀伊山地西部の東西方向に走向する地質構造を縦断してゆく。そのため、大峯奥駈道を除けば最も厳しいルートである。（→#自然誌参照）
近世以前の小辺路は紀伊山地山中の住人の生活道路であり、20世紀になって山中に自動車の通行できる道路が開通してからも、おおよそ昭和30年代までは使用され続けていた。そうした生活道路が、熊野と高野山を結ぶ参詣道として利用されるようになったのは近世以後のことであり、小辺路の名も近世初期に初出する。小辺路を通行しての熊野ないし高野山への参詣記録は近世以降のものが大半を占め、近世以前の記録もいくつか確認されているが少数である。（→#歴史参照）
高野山（和歌山県伊都郡高野町）を出発した小辺路はすぐに奈良県に入り、吉野郡野迫川村・十津川村を通って柳本（十津川村）付近で十津川（熊野川）に出会う。柳本を発って果無山脈東端にある果無峠を越えると和歌山県側に入り、田辺市本宮町八木尾の下山口にたどり着く。ここからしばらくは熊野川沿いに国道168号線をたどり中辺路に合流し、熊野本宮大社に至る。（→#小辺路の峠参照）
古人のなかには全ルートをわずか2日で踏破したという記録もあるが、現在では2泊3日または3泊4日の行程とするのが一般的である。日本二百名山に数えられる伯母子岳が単独で、または護摩壇山の関連ルートとして歩かれている 他は交通至難であることも手伝って歩く人も少なく、静謐な雰囲気が保たれている。また、高野山から大股にかけてなど著しい破壊の見られる区間（後述）も若干あるものの、良好な状態の古道がまとまって残されている点も評価されている。
ただ、全ルートの踏破には1000メートル級の峠3つを越えなければならず、一度山道に入ると長時間にわたって集落と行き合うことがないため、本格的な登山の準備が必要で、さらに冬季には積雪が見られるため、不用意なアプローチは危険と言われている。
高野山では町石道、黒河道、京大坂道、女人道、大峰道、有田・龍神道、相ノ浦道の高野参詣道と繋がる。

## 歴史

### 開創
高野・熊野の2つの聖地を結ぶことから、小辺路は『修験の道』としての性格をも帯びており、修験宿跡や廻峰記念額も残されていると伝えられている。しかし、小辺路の起源は、もともと紀伊山地山中の住人の生活道路として大和・高野・熊野を結ぶ山岳交通路が開かれていたものが畿内近国と高野山・熊野を結ぶ参詣道として利用され始めたことにあると考えられている。
小辺路の生活道路としての形成時期ははっきりしないが、小辺路が通行する十津川村・野迫川村の領域に関係する史料には8世紀に遡るものが見られ、また、周辺に介在する遺跡・史資料などから少なくとも平安期には開創されていたと考えられている。このことを裏付ける傍証として第21代熊野別当であった湛増が高野山往生院に住房を構えていた史実や、現在も小辺路からの下山口である八木尾口（田辺市本宮町）に正慶元年（1332年）に関所が設けられたことを伝える史料の記述（『紀伊続風土記』）がある。さらに正保3年（1646年）付の『里程大和著聞記』は郡山藩主本多内記と高取藩主上村出羽守が幕命を受けて紀和国境のルートを調査した文書だが、この中には「中道筋」なる名で小辺路がとり上げられている。
『里程大和著聞記』の記述には「道幅一尺」「難所」「牛馬常通不申」といった表現が繰り返し見られ、険しい峰道か峠道、あるいは獣道程度の道でしかなく、困難な道であったことが分かる。また小辺路で最も南にある峠である果無峠は果無山脈東端の峠であることから、果無山脈伝いに龍神方面（田辺市龍神村）からの往来があったという。この道を龍神街道果無越といい、龍神方面と吉野・熊野および高野山とを果無峠および本宮（田辺市本宮町）を経由して結び、修験者や大峯参りの人々が行き交ったと伝えられている。
この他、特筆すべきものとして木地師や杓子屋の活動の道であることも挙げられる。木地師とは、山で木を採り椀や盆などの木製品に仕上げる職人で、奥高野から吉野にかけての山域には近江国小椋村（滋賀県東近江市）を本拠地とした江州渡（こうしゅうわたり）木地師と呼ばれた人々が大正の頃までいたという。近世の参詣記にもこうした木地師がいた事が伝えられている。
木地師たちの本拠地である小椋村では木地師の免状や鑑札を発行するとともに、各地の木地師のもとに奉納金を集める使者を送り出した。その記録として「氏子駈帳」なる文書が残されており、1893年（明治26年）まで250年間に渡って計87冊・3万世帯に及ぶ記録が残されている。上に引用した『三熊野参詣道中日記』から10年後にあたる宝暦8年（1758年）付で、3名の木地師の名が記録されている。その他にも野迫川村全体で宝永4年（1707年）から慶応3年（1867年）までの160年間の間に32回の氏子駈の記録がある。

### 近世まで
皇族や貴人の参詣道として利用された中辺路と異なり、小辺路は生活道としてはともかく参詣道としては近世以降に利用されるようになった道である。また、同じ近世以降の熊野参詣道でも、文人墨客の道として利用された大辺路などと異なり、小辺路はもっぱら庶民の参詣道として用いられた。こうした事情から小辺路の記録は潤沢とは言い難い。
源氏との戦いに敗れた平維盛が密かに逃亡の道としたとする言い伝えがあり、それにちなむ史跡があったほか、野迫川村の平という集落には維盛の落人伝説がある。また元弘の乱（元弘元年〈1331年〉）に際して後醍醐天皇の王子護良親王が鎌倉幕府の追討を逃れて落ちのびた際に利用したとも伝えられる（「大塔宮熊野落ちの事」『太平記』巻第5）。しかし、これらはあくまで伝承にとどまる。
確実な参詣の記録として最古のものは16世紀に遡り、伊予国の武将土居清良が戦死した父の菩提を弔うために高野山を経て熊野三山に参詣したとするものである。土居清良は伊予国領主の伊予西園寺氏に仕えた西園寺十五将のひとりである。土居氏は紀伊国牟婁郡木本土居（三重県熊野市）を発祥とし、熊野三党の一家・鈴木一党を祖とすると伝えられ、熊野三山を篤く信仰していた。清良の参詣記は清良の一代記『清良記』巻十七に収められている。清良はまず高野山に参詣し、さらに大嶽（大滝）・大股を経て五百瀬（いもぜ）で神納川（かんのがわ）を渡って多量の弓を購入し、矢倉に一泊。「柳本（やぎもと）の渡」から「はてなし山」（果無峠）を越えて「焼尾谷」（八木尾）に下り、本宮に参詣したとしている。この後、清良は那智・新宮を巡拝し、先祖の故地である木本土居を訪ね、伊勢に向かっている。
次いで天正9年（1581年）には、毛利氏の家臣玉木吉保が京都から伊勢に詣でた後、新宮・那智・本宮を巡拝し、高野山奥ノ院に参詣したことが知られている。吉保の参詣記は、一代記『身自鏡』に記されたもので、地名が明言されていないが、7月10日に新宮に到着し、14日に高野山に到るという日程や経路から見て小辺路を利用したことは確実である。

### 参詣道の確立
このように中世における事例が見られるとはいえ、小辺路が参詣道として確立するのは近世になってのことであり、その呼称の初見も近世初期のことである。
小辺路の呼称を確認できる最古の史料は、寛永5年（1628年）に編纂された笑話集『醒睡笑』巻一に収められた次の小話で、小辺路の読み方（こへち）の典拠もここである。
著者である安楽庵策伝は、『醒睡笑』を京都所司代板倉重宗に寛永5年（1628年）に献呈している。この成立年代を考えるならば、小辺路の名は早ければ戦国時代末期から近世初頭には知られていたことが推測できる。
小辺路には始点と終点のそれぞれにちなんだ呼称がいくつも付けられた。それらを一部挙げてみると、高野熊野街道、西熊野街道、熊野街道（『紀伊続風土記』）、高野道ないし熊野道といったものが知られているが、近世の参詣記などでは高野道ないし熊野道と呼ばれる。また、奈良県教育委員会の調査報告によれば、小辺路の名は地元ではあまり用いられず、高野山や熊野に由来する「高野道」「高野街道」（野迫川村内）ないし「熊野道」「熊野街道」（十津川村内）と呼ばれることが多く、高野山ないし大師信仰との結びつきの強さも指摘できよう。こうした呼称の違いは、各地域と高野・熊野との結びつきや巡礼等の目的地の違いに依存すると考えられ、「小辺路」は参詣道全体を鳥瞰するような場合に用いられる名なのである。

### 小辺路の信仰
以上のように近世に確立した参詣道であることから、小辺路は信仰の側面においても近世的な特徴を示している。
小辺路はここまで述べてきたように高野・熊野というふたつの聖地を結ぶ道である。しかし、村上 & 山陰 (2001)によれば小辺路は高野・熊野を結ぶ唯一の道ではなく、別のルートを指摘できるという。すなわち、高野山から大門・湯川辻・新子・箕峠・日光山を経由し、護摩壇山もしくは城ヶ森山を経て殿垣内からは龍神街道を富田川河岸まで下って中辺路に合流するもの、もしくは日光山から尾根道伝いに東進して伯母子岳で小辺路に合流するものである。
ここでいう日光山とは護摩壇山の北西約1キロメートルのところにあるピークで、平安時代末期から鎌倉時代初期に創建されたと伝えられる日光神社がある。この神社には室町時代の様子を描いた日光参詣曼荼羅が伝承している。この参詣曼荼羅は様式から見て熊野参詣曼荼羅の系譜に位置づけられるだけでなく、高野聖の描写が見受けられることから、高野・熊野のふたつの信仰が混在していたことをうかがわせる。しかし、こうした日光山経由のルートであれ小辺路であれ、信仰上の遺跡が乏しいことは否めない。小辺路には道標・宿跡などの交通遺跡を除けば、信仰に関係する遺跡を見出すことは出来ない。日光山経由のルートにはかろうじて日光神社があるものの、ただそれだけである。
そうした意味で言えば、高野・熊野を結ぶ街道それ自体に信仰上の意義は乏しい。中世熊野詣において京の院や貴族たちが熊野に赴いた際のように、九十九王子を巡拝しつつ参詣の道を歩く行為それ自体に信仰上の意義を見出す立場からは、これらの高野・熊野を結ぶ道は単に最短経路という以上のものでしかない。だが、九十九王子を成立せしめた中世熊野詣の先達たちの影響力は近世にはすでに失われて久しく、九十九王子も既に退転していた。したがって、小辺路における熊野信仰とは、もっぱら熊野三山めぐりに集約されている。また、高野参詣道をめぐって村上・山陰が指摘するとおり近世の巡礼では参詣道をたどること自体に信仰上の意味がしばしば失われている。このように、小辺路における信仰のあり方は近世的なものである。

### 近世参詣記
17世紀後半以降の近世になると畿内近国の町人たちによる参詣記が見られ、小辺路の詳しい様子を知ることができるようになる。また、東国からの参詣者たちも伊勢・熊野への参詣の後、高野山や畿内へ向かう短絡経路として小辺路をしばしば通行した。小辺路の要所に設けられた宿屋・茶店、道標といった交通遺跡が設けられたのも近世のことであり、重要な交通路であったことがわかる。
河内国丹北郡向井村（大阪府松原市）の庄屋で談林派の俳人でもあった寺内安林は『熊野案内記』（以下、『案内記』）と題する紀行文を残している。安林は天和2年（1682年）、友人3、4人とともに高野山から小辺路を経て熊野三山に参詣し、那智からは大辺路経由で西国三十三所の札所（紀三井寺から葛井寺まで）を巡拝して帰郷している。『案内記』は俳句や狂歌、挿絵を交えた案内記となっている。松尾芭蕉の門人である河合曾良は元禄4年（1691年）の3月から7月下旬まで4か月近くにわたって近畿各地を巡遊した際に、小辺路を通行して高野山から本宮へ参詣を果たしている。曾良の旅行記『近畿巡遊日記』によれば4月9日に高野山に上り、大又（大股）・長井（永井）に宿をとり、翌々日の4月11日には本宮に到達している。
18世紀以降には、大坂高麗橋付近に住む氏名不詳の商人による元文3年（1738年）の『熊野めぐり』（以下、『めぐり』と略記）、伊丹の酒造家、八尾八佐衛門の家人による延享4年（1747年）の『三熊野参詣道中日記』（以下、『道中日記』と略記）などが見られる。『めぐり』の商人たちは5月14日に大坂を出立し、高野山から小辺路をへて熊野に入り、本宮・新宮・那智を巡拝し、中辺路を通って大坂へ帰着している。『めぐり』の著者は道中の風物について詳しく行き届いた記述を残しており、沿道の事物の有り様をあざやかに浮かび上がらせている。『道中日記』の著者は3月29日に友人2人、駕籠屋2人の一行で伊丹を発ち、『めぐり』と同じルートをたどっている。4月3日に高野山に着き、4日後の7日に本宮、次いで新宮・那智に立ち寄った後、11日に再び本宮、13日に紀伊田辺、19日に伊丹へ戻っている。『道中日記』は、「内容豊富で、異色に富み、とくに民俗関係資料に見るべきものが少なくない」点で際立ったもので、その人類学的な視線の向けようが興味深い。
東国からの参詣者による参詣記の例として、会津南山保上小屋（福島県南会津郡南会津町）の木地屋、大和屋一行による『伊勢参宮道中記』がある。大和屋一行は嘉永3年（1850年）正月に会津を発ち、伊勢参宮を経て2月9日に新宮に着いて熊野速玉大社に参詣し、翌10日には熊野那智大社へ参詣してすぐに大雲取越えを越えて小口に宿をとり、11日に本宮に着いている。翌日に熊野本宮大社に参詣したのち果無峠を越え、矢倉・大股に宿をとって、14日の午前中に高野山に着いている。
東国からの参詣者はその言葉遣いや服装に特色があることから、熊野を含む紀南地方では「関東ベエ」「奥州ベエ」と呼ばれた。彼らのほとんどにとっては一生に一度の旅であり、大坂・京都・奈良などを訪ねて各地の名所旧跡を巡るため、しばしば小辺路を北上して旅程の短縮を図ったのである。関東ベエ・奥州ベエたちは、秋の収穫を済ませてから旅立ったため小辺路を通行する頃にはすっかり厳冬期にはいっており、しばしば「雪が三尺も積もった峠を平気で越えて、萱小屋や大股や水ヶ峯の宿屋に泊まった」。大和屋の参詣記に、新宮・那智で牛王宝印を授かり、本宮で熊野講もちをついたとあるように、こうした参詣風俗も関東ベエ・奥州ベエに特徴的なものだった。彼らは牛王宝印を「御札もじばん」と呼び、護符として珍重したため、熊野参詣の際には欠かせないものであった。また、熊野講もちとは宿や宿坊で樫杵を使って数人でもちをつく習俗をいい、関東ベエ・奥州ベエが故郷で組織していた熊野講の習慣が持ち込まれたものであると考えられている。

### 幕末から近代
幕末期の動乱の中、尊皇攘夷派の一党、天誅組が決起（文久3年〈1863年〉）し、宮廷と関係の深い十津川の郷士らも呼応して五條に結集するが、情勢の急変により郷士たちは離脱・帰村、天誅組も東吉野村で壊滅する。その後、若干の分派が十津川村をたよって小辺路を敗走した。
1889年（明治22年）8月の十津川大水害により十津川村は甚大な打撃を受けた。この際、災害の中心地であった十津川本流沿いの幹線道路 西熊野街道（十津川街道とも言う。今日の国道168号に相当）の崩壊が著しかったため、当時五條市にあった郡役所への急報が小辺路伝いに届けられただけでなく、救援ルートとしても用いられた。水害により生活基盤が損なわれたため、住人の一部は再建を断念して北海道に入植した（のちの新十津川町）。その際、入植者たちは、小辺路を経て高野山から神戸へ向かい、北海道へ海路をたどった。
明治維新以降の近代に入ってからは熊野詣の風習も殆どなくなってしまったため、参詣道としての利用はほとんど絶えたものの、周囲の住人が交易・物資移送を行う生活道路として昭和初期までは使用されつづけた。
小辺路沿道の吉野の山村では物資移送をもっぱら人力に頼っていたが、明治中期以降は馬を使うようになった。野迫川村では集落ごとに2、3頭の馬を飼うようになり、高野山との間で往来があった。高野山からは米、塩、醤油、味噌、酒、魚、その他日用雑貨品が、山中からは木炭、木材、箸、経木、楮、割菜、高野豆腐がもたらされた。また、紀和国境の果無峠は、前述の通り、龍神・熊野・高野および大峯の各地を結ぶ交通路として利用され続けていた。

### 現代
以上のように近代における小辺路は生活道路としての性格を持つ道であり、国道168号が五條・新宮間を全通するまで利用され続けた。小辺路を含む十津川流域に自動車道が初めて通じたのは1922年（大正11年）、北の五條市から天辻峠（標高800メートル）にトンネルを開削してのことであったが工事は遅々として進まず、川津集落まで開通したのはようやく1936年（昭和11年）のことであった。前後して野迫川村内にも自動車道が通じると、生活道路としての役目はほぼ失われた。加えて、いくつかの区間では国道や林道の建設によって古くからの姿が失われた。以下はその中でも顕著な部分である。
- 大滝集落（高野町） - 水ヶ峯（野迫川村）：高野龍神スカイライン（国道371号線）
- 水ヶ峯 - 大股集落（野迫川村）：林道タイノ原線（1997年開通）[69]
- 大股集落 - 伯母子岳登山道（野迫川村）：林道拡幅工事[70]
- 西中大谷 - 柳本（十津川村）：国道425号線
- 八木尾 - 三軒茶屋（田辺市本宮町）：国道168号線

こうして歩かれなくなっていった小辺路は、昭和30年代に至って、紀伊山地山中の主要交通路としての役割を終えた。加えて、熊野参詣道といえば中辺路がまず想起される存在であることも手伝い、注目を浴びることの無かった小辺路は、やがて半ば「埋もれた熊野参詣路」となっていった。のみならず、自動車道や林道の建設により、歴史的な景観は失われ、各種の遺跡だけでなく道それ自体も忘れ去られる危機にさらされるようになっていった。
しかし、玉置善春の先駆的な業績における小辺路の重要性の指摘をさきがけとして1980年代以降、いくつかの報告が相次いで刊行された。玉置は果無峠越えを試みたのみだったが、登山家の仲西政一郎、郷土史家の杉中浩一郎、作家・林業家の宇江敏勝らによる踏査（1982年）は全ルートを通して歩いただけでなく、沿道の遺跡・民俗・伝承についても報告している。これらに続くのが熊野記念館（新宮市）の調査報告である。熊野記念館は、1985年（昭和60年）から翌1986年（昭和61年）3月までの秋冬季に全ルートを調査しており、これが小辺路の初の学術調査である。熊野記念館の調査では、小辺路沿いに道標・町石・宿屋跡など多くの交通遺跡が確認され、庶民の道としての性格が指摘された。しかしながら、この時期の小辺路にはクマザサや風倒木に道が妨げられたり崩落地があったりと、荒廃の様子が見られた。また、近世以前の古道跡が不明になっている箇所もしばしば見られた。
「紀伊山地の霊場と参詣道」の世界遺産登録への動きが本格化する2000年（平成12年）前後には、1999年（平成11年）の南紀熊野体験博の開催と呼応するかたちで再調査が行われ、登録に先立つ2001年から2002年にかけての時期には、整備と復元・復旧を目的とする事業が特に積極的に行われた。それら整備と復元には、近世以前の古道の復元・復旧だけでなく、公衆トイレの設置といった利用者のための施設の設置も含まれている。
この時期の調査・研究には高野山信仰との関連から小辺路を含む紀伊山地山中の参詣道を捉え直した村上 & 山陰 (2001)があり、これには新史料の紹介がある。小辺路を含め熊野古道を概説した小山 (2000)は、1995年（平成7年）の踏査の簡単な記録を含んでいる。宇江の2度目の踏査録（宇江 (2004b)）は、2002年（平成14年）の踏査の記録で、1度目の踏査から20年を経ての変容をうかがい知ることができる。奈良県教育委員会による調査（奈良県教育委員会 (2002)）は、世界遺産登録を念頭に行われたものである。系統的な学術調査としては熊野記念館の調査報告に次ぐもので、内容上は熊野記念館の業績を大きく増補するものになっている。奈良県教育委員会による調査報告には、近世以前のルートの指摘や、文化的景観の観点からの自然誌・考古・歴史・景観に関する報告、民俗・文化財、さらに調査・研究史の概観や史料の解題といった調査・研究の成果が含まれている。
2004年（平成16年）7月、小辺路は世界遺産「紀伊山地の霊場と参詣道」の一部として、全長約70キロメートルのうち43.7キロメートルが資産登録された。しかしながら、それに先立って失われた部分は小さくない。もっとも顕著なのは、高野山から大股にかけての区間である。前述のように大滝集落から水ヶ峯にかけての区間が高野龍神スカイラインの建設で失われたことに加え、水ヶ峯から大股にかけての尾根道に林道タイノ原線が建設されたことで、尾根上の古道は無残にも破壊され、古道は完全に損なわれた。タイノ原線の建設は、世界遺産登録へ向けての再調査・整備に先立つ1988年から1997年にかけて のことであったが、小辺路を知る識者からは批判が集まった。このことにより高野山から大股にかけての古道は大半が永久に失われ、熊野記念館の踏査報告（熊野記念館資料収集調査委員会自然・歴史部会 (1987)）の中に伝えられるだけの、記録上のものとなってしまった。
また、廃絶期間が長いためにルートが不明になっている箇所や、時代によって異なるルートが使用された区間の調査、さらにそうした箇所・区間の世界遺産への追加登録など、今後のさらなる調査・研究が待たれている。果無山脈の景観問題のように、危機にさらされている箇所があることも課題のひとつである。

## 小辺路の峠
小辺路のルートと主要な3つの峠、その周囲の名所・旧蹟・遺跡等について記述する。

### 水ヶ峯
高野山内から小辺路へのとりかかりは金剛三昧院の入り口右手にある坂道である。林道を道沿い登りきると、ろくろ峠である。高野七口のひとつでもあったろくろ峠からは平坦な尾根沿いの林道を進み、薄峠（すすきとうげ）手前の切り通しから御殿川（おどがわ）へと下る。下り道の途中には町石一基がある。御殿川にかかる橋を渡ってからは急な坂を上って大滝集落に入る。集落最奥の民家の脇から林道を通り、高野龍神スカイラインに合流する。1キロメートルほど歩いて水ヶ峯の尾根道に達するまでに、立里荒神社を山頂に祀る荒神岳への遥拝所の鳥居があるものの、高野龍神スカイラインの整備により古道は失われている。
高野龍神スカイラインから左手の尾根道に上るとそこが水ヶ峯である。水ヶ峯は近世には宿場を営む集落で、杉の防風林が残されている。水ヶ峯を過ぎ広葉樹林がしばらく続いたあと、尾根上の林道タイノ原線に合流する。前述のようにタイノ原線の建設により尾根上の古道はほぼ完全に失われている。高野山から大股までの区間は、「大半が高野龍神スカイラインと水ケ峰 〜 大股間の林道タイノ原線によって破壊されている」のである。
タイノ原林道が通る尾根道には、麓の集落への分岐点であった檜股辻・今西辻・平辻が続く。平辻のそばには旅籠跡とみられるわずかな平坦地がある。この辺りの小辺路は尾根道を通り、所々でふもとの集落への枝道を分岐させている。ふもとの集落にとっての小辺路は、物資集散地であった高野山への幹線道路として重要なものであった。平辻からはスギ植林地の中の地道を進んで県道川津高野線に降り立ち、川原樋川（かわらびがわ）のほとりの大股集落に至る。
大股集落は『清良記』にも名があることから、室町初期には街道集落として成立していたものと見られ、『めぐり』にも伯母子峠越えを控えた宿場として機能していたようすが記されており、津田屋・坂口屋等の旅籠の名が伝えられている。大股は、高野山と十津川村神納川などとの間の物流中継地でもあり、馬方の親方として活躍した池尾馬之介という人物の名が今日に伝えられている。
ろくろ峠
高野七口のひとつ、大滝口の旧蹟。前述のように、大正ごろまで吉野・熊野の山中で木地師の活発な活動があったことから、木地師の道具のろくろに由来する地名と見られる。1872年（明治5年）まで女人禁制であった高野山に参詣を望む女性が遥拝するための女人堂があったと伝えられている。
町石
薄峠から御殿川への下り坂にある円頭形角柱の碑で、正面には円相の中に半肉彫り弘法大師坐像があり、右側には、かうや山（高野山）・くまの本宮（熊野本宮）、左側には、大坂（大阪）・奈良・若山（和歌山）への距離がそれぞれ記され、くまの本宮までは17里（約67キロメートル）とある。
水ヶ峯
水ヶ峯（みずがみね、または「水ヶ峰」）は大滝集落から大股集落への尾根道上の集落跡。いくつかの近世の旅行記には、水ヶ峯に一軒家があったと記されている（『熊野案内記』および『めぐり』）。さらに江戸時代終わりには4件、1899年（明治32年）頃には8軒をかぞえて最盛期を迎えたが、通行人の減少につれて住人は減り、1950年（昭和25年）頃には無住となった。

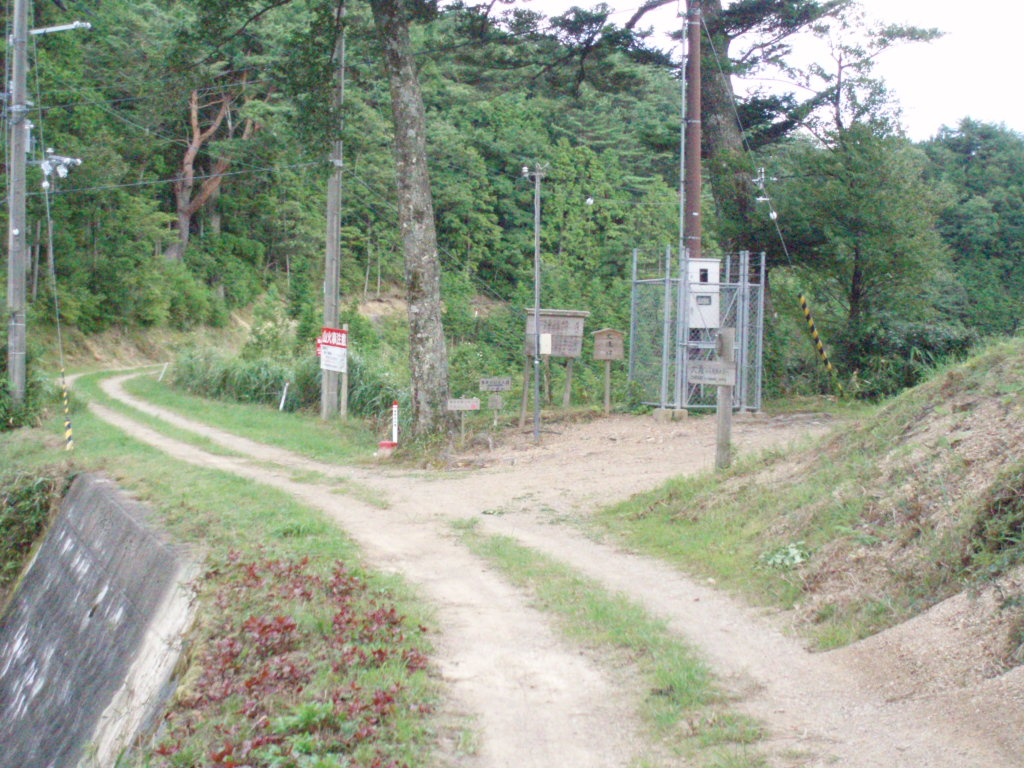
ろくろ峠
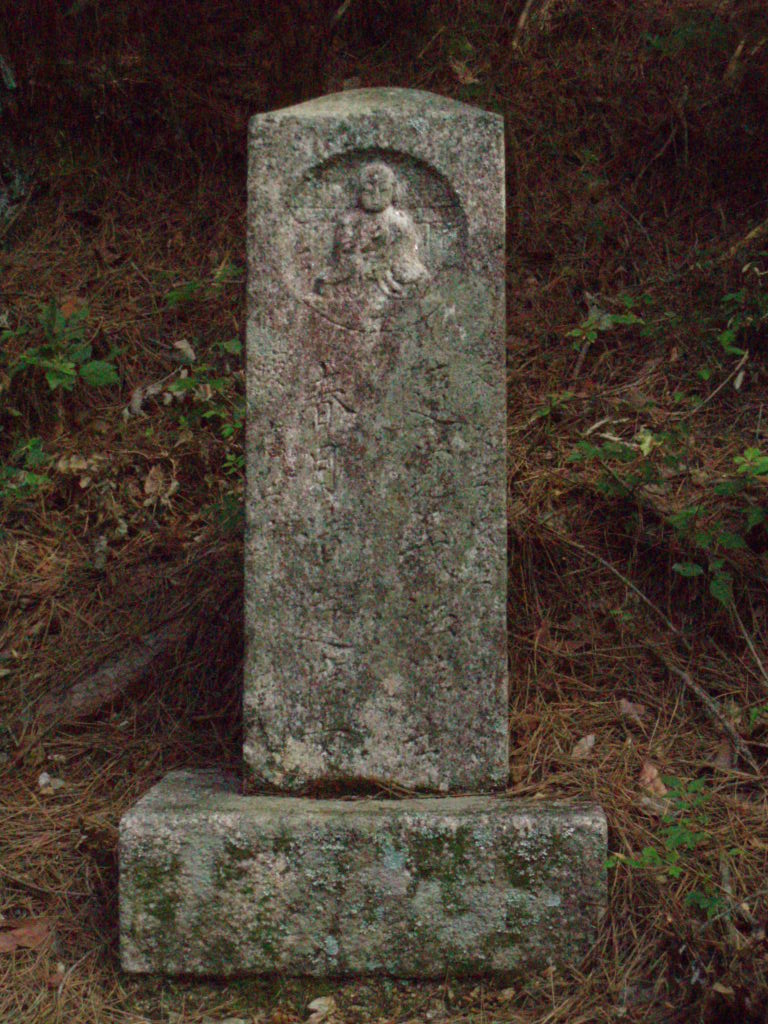
町石（弘法大師坐像）
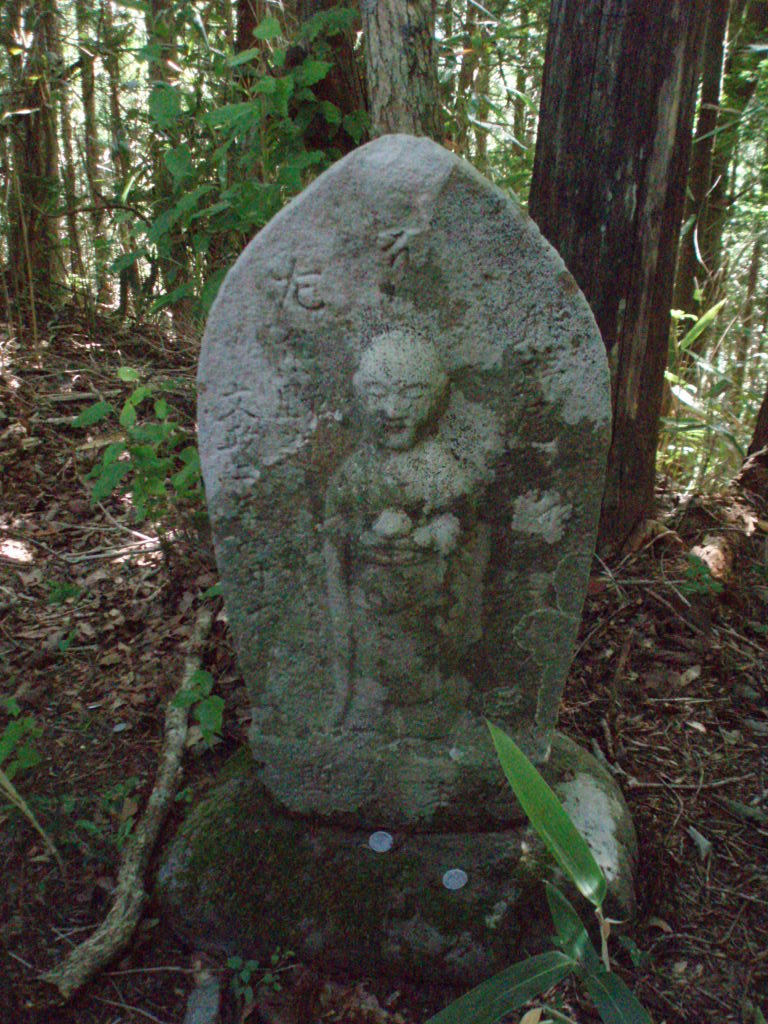
地蔵立像道標

### 伯母子峠
大股集落から急坂を登り、萱小屋（かやごや）跡と呼ばれる廃屋跡を通り過ぎて、尾根を目指す。
萱小屋跡はかつて小集落のあった跡地である。『案内記』が伝えるところによれば2件の民家があったようだが、1974年（昭和49年）刊行の『野迫川村史』は柏谷家という一軒家が宿屋を営んでいたとのみ記している。この後、熊野記念館の調査報告には遂に無住の廃屋となったことが報告されたが、2002年に宇江が訪れたときには廃屋すらなくなり、残骸のみになってしまった。
萱小屋跡を過ぎ、弘法大師が捨てたヒノキの箸からヒノキが生えたとの伝承がある（『案内記』および『めぐり』）檜峠で尾根道に合流する。夏虫山の側面を巻きつつ進むと、「かうやより くま乃みち」と刻まれた六字名号碑の道標に出会う。この道標のある場所は、護摩壇山・伯母子峠・伯母子岳山頂への分岐点となっており、古道は山頂東側の峠を通る。
峠からはなだらかな下り道をたどり、上西家跡の分岐に着く。分岐からは山腹を巻きながらふもとへ下る旧道と、尾根近くを通る古道に分かれる。旧道は明治時代に作られた道で、前述の1889年（明治22年）の大水害において古道に崩落が発生したために開削された。古道は2003年（平成15年）に復旧されるまで通行不能だった。
古道からは大師堂があったと伝えられる（『めぐり』）水ヶ元、大塔宮伝説や石垣をめぐらせた屋敷跡がある（『めぐり』）待平を経て、三田谷橋近くの下山口で神納川のほとりに降りる。
伯母子峠
伯母子峠（おばことうげ）は小辺路の最高地点（標高1220メートル）である。伯母子岳（1344メートル）の東側を巻く。大正6年（1917年）の建立と刻銘された道標があり、裏面には「スグ十津川ヲ経テ熊野道」とある。この道標には寄進者の名が刻まれており、十津川村折立の林業家であった玉置義章と前述の池尾馬之介の名がある。
上西跡
上西跡（うえにしあと、資料によっては「植西跡」「上西家跡」とも）は、明治頃まで街道宿を営んでいた上西家の遺構。古道に沿った高さ1メートルほどの石垣、20メートル×20メートルの平坦地、防風のための屋敷林や畑跡が残されている。明治の頃には間口9間・奥行6間の豪邸があり、最後の住人が昭和初めまで住んでいたという。

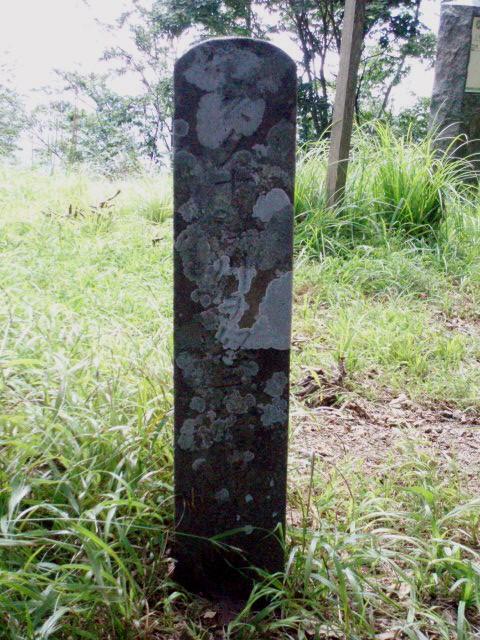
伯母子峠道標
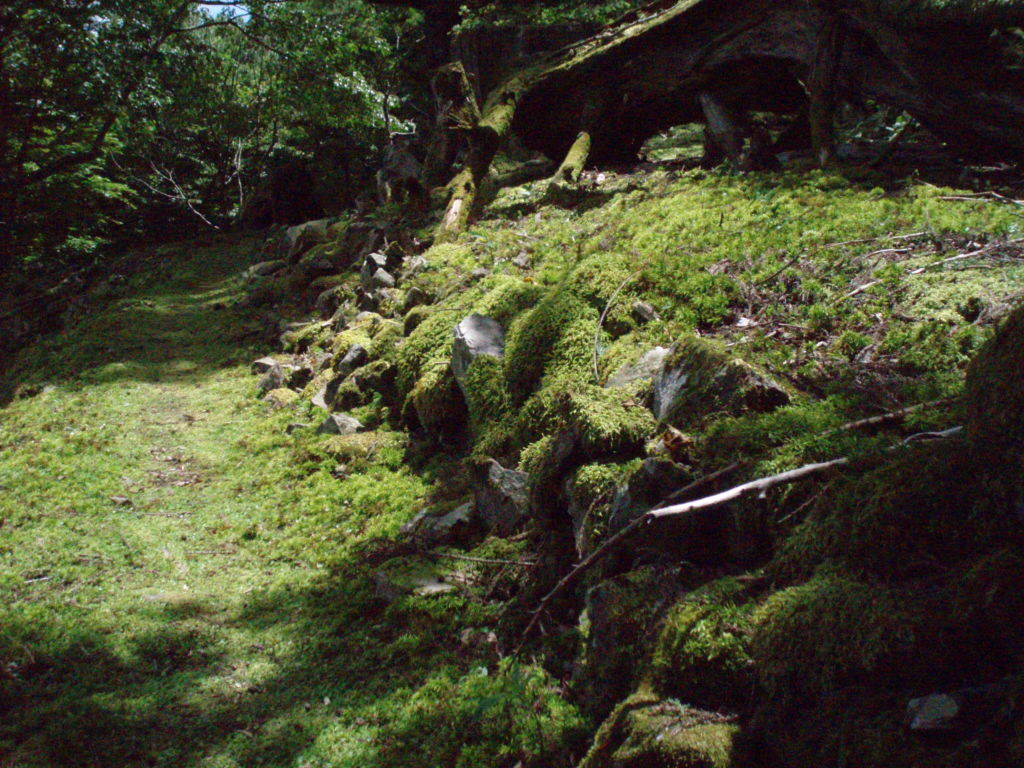
上西跡の石垣
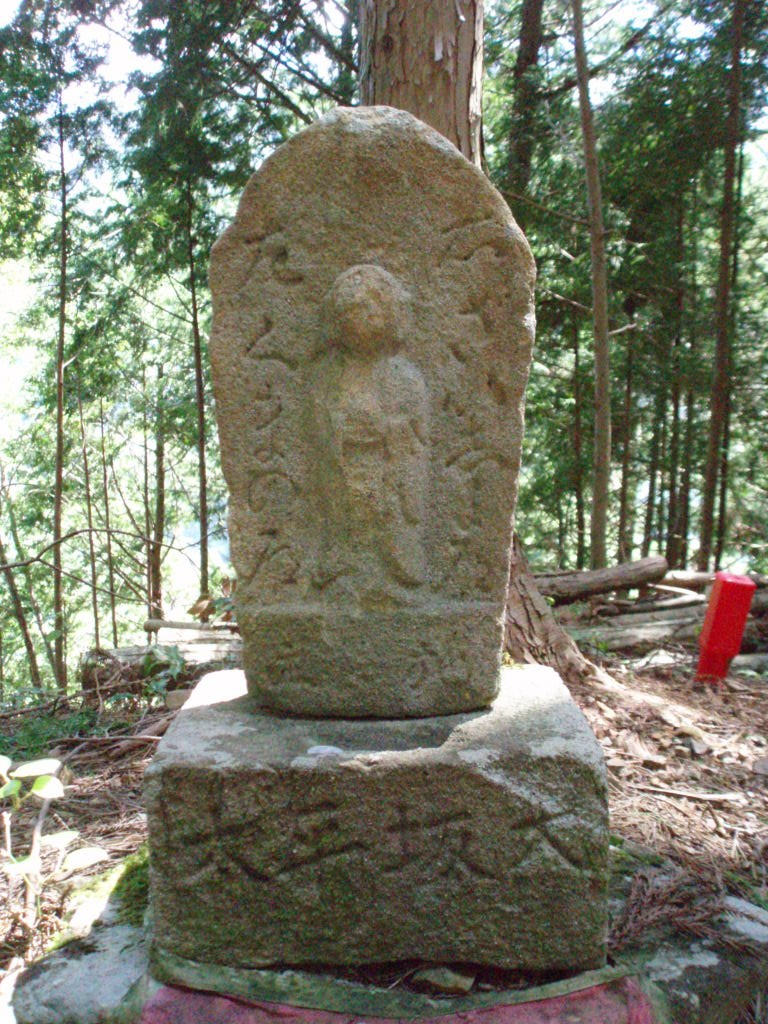
杉清分岐の地蔵道標
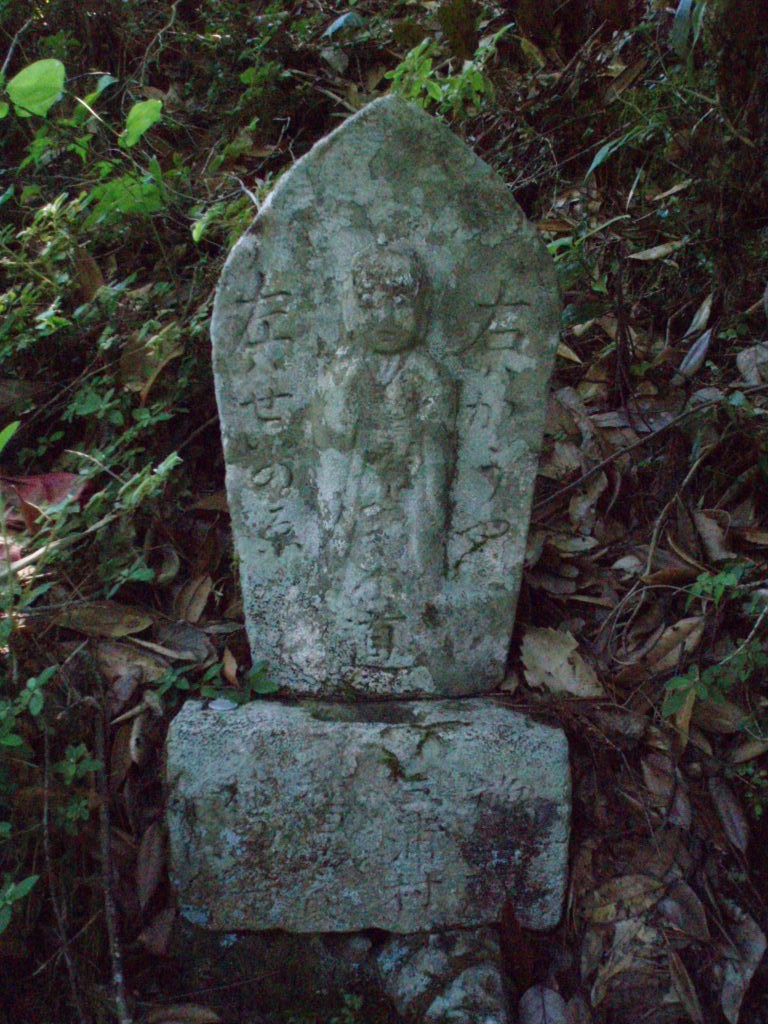
三田谷橋下山口近くの地蔵道標

### 三浦峠
三浦峠登り口の三浦口へは杉清から神納川沿いに下流に向かい、五百瀬の小学校近くの橋で川を渡る。三浦口集落の棚田の間を抜けると九十九折の坂がはじまる。三浦峠北側には2点の自然石道標が知られており、それぞれ川から25丁および30丁のところにある。30丁石の傍らには、船形光背の石造半肉彫り地蔵道標もある。
三浦峠（みうらとうげ）は標高1070メートル。林道に横切られており、眺望は開けない。無人雨量観測所の建屋がある。茶屋跡ないし旅籠跡と見られる平坦地があるが定かではない。
三浦峠からは植林地の中を下り、『清良記』にも登場する古矢倉の跡を通り過ぎる。18世紀中頃に作られたと見られる新道と古道の分岐点を左にとって古道を進むと、観音堂の傍を過ぎ、十津川の支流・西川のほとりの西中大谷に降り立つ。ここからの古道は国道425号に飲み込まれたと見え、大津越え近辺の区間などのわずかな部分を除けば古道の道筋は不明確である。

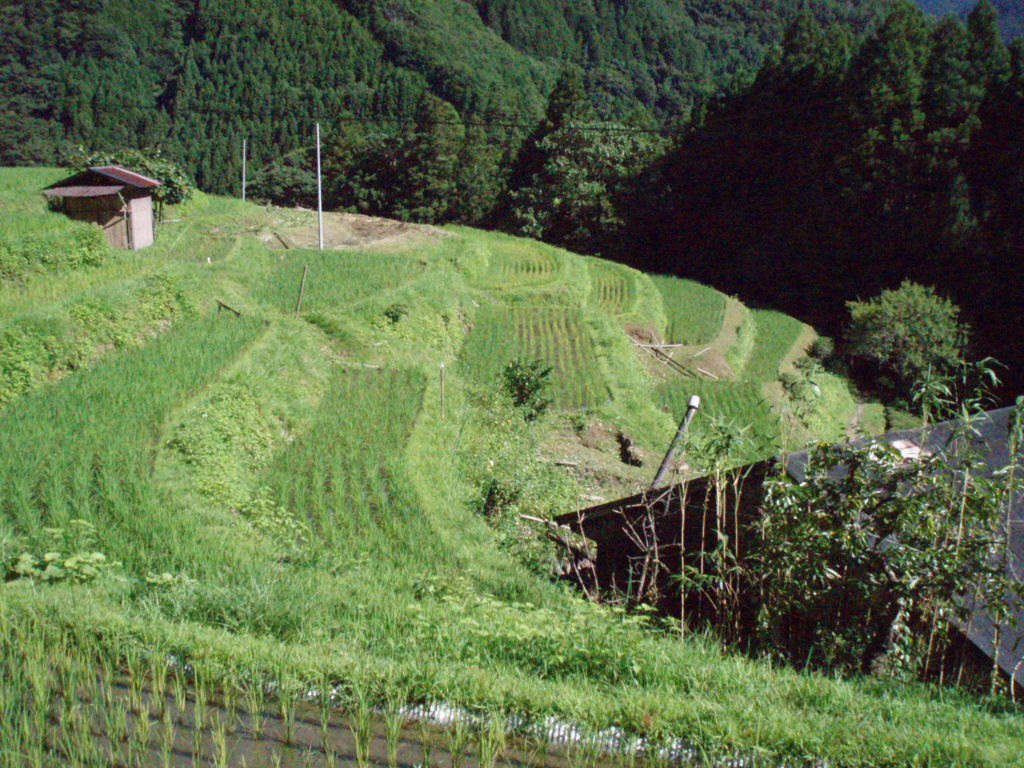
三浦口の棚田
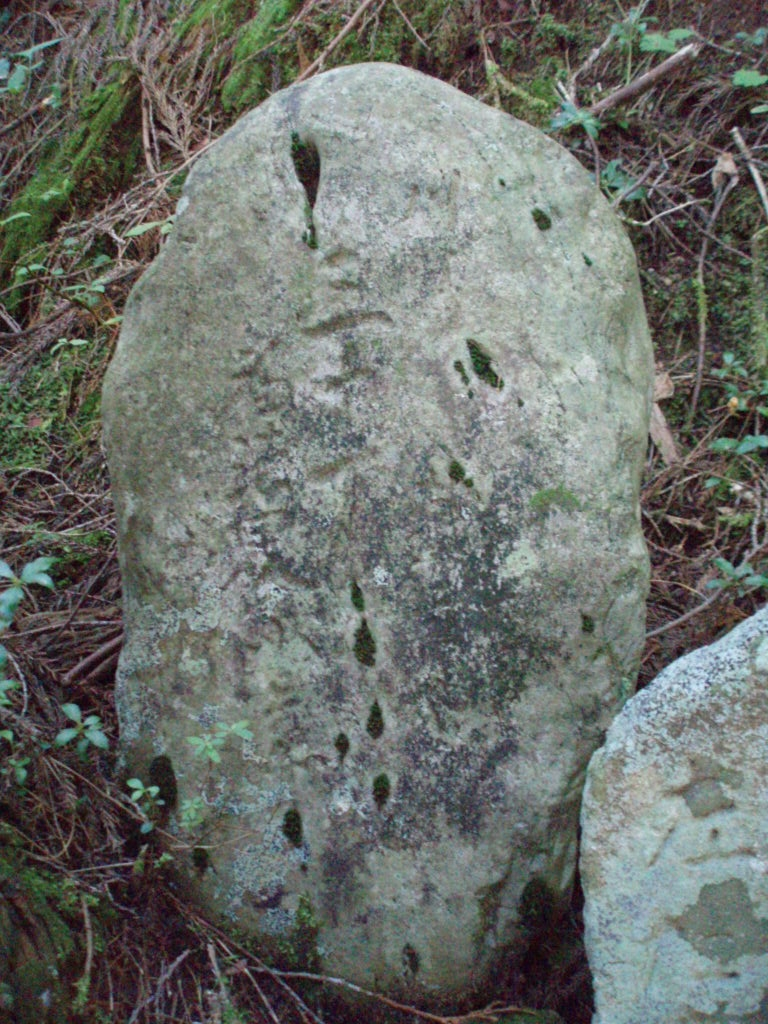
三十町石
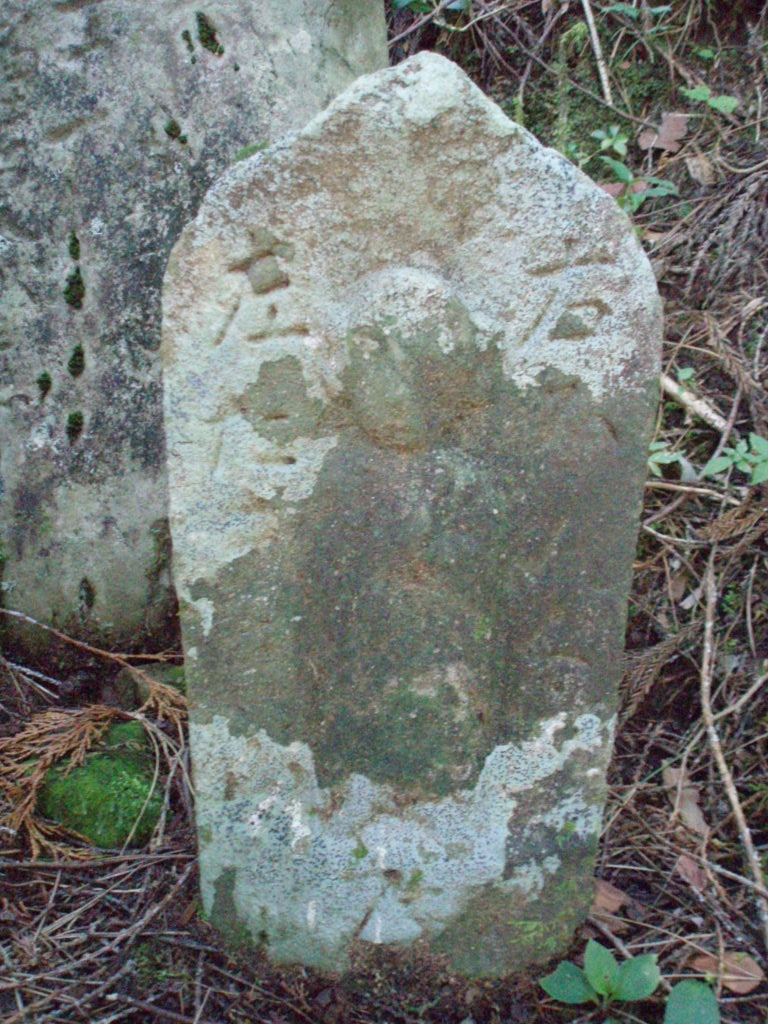
三十町地蔵道標

### 果無峠
小辺路の最後の峠である果無峠へは、かつて渡しや宿場があった柳本（やぎもと）の集落近くからとり付く。西川をはさんで対岸の蕨尾には新宮からの舟着場があり、山中で働く杣人のための物資を運んでいた（『めぐり』）。この舟を旅人も利用できたが、ほとんどの参詣者は果無峠を越えたという。
果無峠を越える道は参詣者だけでなく、地元の人々の生活道路としても使われていた。蕨尾から七色にかけては明治初年に七色横手（なないろよこて）という道が開かれたが、断崖沿いの危難な道であるため、ほとんど使われなかったという。果無峠が使われなくなり始めるのは、1921年（大正10年）に新宮と折立を結ぶプロペラ船が就航してからのことである。五条からの国道168号線が柳本以南へ開通するのはさらに遅れ、昭和30年代の電源開発とともにようやく本宮町まで陸路がつながると、果無峠は生活道としての役割を終えることとなった。
柳本から果無集落への上り坂には石畳が残されている。この上り坂にはかつて道作りの勧進所が2か所設けられており、通行人から通行税を募っては石畳の整備に充てたという。果無集落を通り抜け、集落のすぐ上部で西国三十三所第三十番の観音像に出会う。この観音像は、十津川村櫟砂古（いちざこ）の第三十三番から、本宮町八木尾の第一番まで古道沿いに配されている三十三観音像のひとつである。
山道に入ると緩やかな上り坂が続き、やがて古道左手に山口茶屋跡が見えてくる。『めぐり』に「四十丁目茶屋」、『案内記』に「やない本より壱里上り」と記された場所と考えられており、石垣の跡がある。またしばらく登ると観音堂が見えてくる。観音堂の傍らの第二十番観音像を横目に急な登りをたどり、果無峠に着く。果無峠（はてなしとうげ、標高1114メートル）は、果無山脈の尾根を古道が横切る小平坦地で、半壊した法筐印塔と第十七番観音像がある。
峠からは再び急な道をたどる。第十五番観音の手前には開けた土地があり、『めぐり』に「花折茶屋」と記された場所であるが、その名残は六字名号供養塔のみである。これは下方の七色集落の人が茶屋を出した跡だと言われ、峠から八丁の距離にあることから八丁茶屋とも呼ばれた。さらに下って七色分岐を分けるが、この分岐の辺りも少し開けている。古道右手には「七色領」の境界石柱があり、ここにも七色の人が営む茶屋があったという。
道は八木尾で熊野川のほとりに降りる。八木尾からの道は国道によって消されており、不明確である。近世には八木尾から本宮大社まで、舟で向かう例も見られた（『めぐり』）。八木尾から萩を経て九鬼の辺りから旧道を登り、仲ノ平の三軒茶屋跡にて中辺路と合流する。中辺路との合流点には駒形の石造道標があり、関所や茶屋があったと伝えられている。ここからの登り坂を越えれば、本宮大社まではあとわずかの道のりである。
果無集落
果無峠の十津川側登山口からすぐの山上（稜線上）にある集落。北に向かって眺望が開ける。紀伊山地には、山の中腹部に平坦に近い緩斜面が見られることがあり、地質的には紀伊山地がかつて隆起準平原であったときの名残と考えられている。
三十三観音像
本宮町八木尾を起点（第一番）とし、果無峠（第十七番）、果無集落（第三十番）を経て櫟左古の第三十三番まで、山道沿いに配されている観音像群。西国三十三所の観音の像を、十津川・新宮・本宮の信者たちが1922年（大正11年）から1923年（大正12年）にかけて寄進・造立したもの。舟形光背に半肉彫りないし厚肉彫りの観音像が彫られており、光背には札所と観音名、台石には造立年月日と施主が刻銘されている。
果無観音堂
果無峠下にある観音堂。13.7メートル×9.5メートルの石垣をめぐらせた平坦地に、南向きに建てられた宝形造りの観音堂があり、石仏3体が祀られている。石仏は左から順に千手観音立像（舟形光背石造半肉彫）、聖観音坐像（石造丸彫）、不動明王坐像（火焔光背石造厚肉彫）だが摩滅が著しい。聖観音像と不動明王像の台石には施主・建立者名の刻銘がある。
- 果無集落
- 山口茶屋跡の石垣
- 果無観音堂
- 第十七番観音像（果無峠）
- 三軒茶屋跡の道標

## 自然誌

### 地理
紀伊山地は西日本を南北に二分する中央構造線以南の外帯に属し、南北方向に走る山脈、すなわち、紀伊山地中央にそびえる大峯山脈、十津川を挟んで大峯山脈の西側の伯母子山脈、北山川を挟んで東側の台高山脈を軸とする。さらに、これらの山脈は、東西方向に走る地質構造に影響されて、果無山脈、大塔山地といった東西方向に走る山脈を多数派生・交差させながら発達している。小辺路が越えて行くのは、これら紀伊山地の山々のうち伯母子山脈・果無山脈といった西部の山々である。
紀伊山地は第四紀に隆起して形成された山地で、急斜面が多く起伏の大きい壮年期山地の特徴を示している。山々の間には、著しい蛇行を示す河川と、その作用で形成された環流丘陵や雄大なV字谷が見られ、谷底低地や河岸段丘の発達は乏しいが、その一方で山頂や山腹に平坦面が多数見られる。これらは、山地の隆起以前、平地を蛇行していた頃の流路をそのまま保った川による侵食によって形成されたものである。小辺路が越えてゆく山々は、いくらかの例外があるものの、1100から1300メートルとおおよそ稜線高が一定し、定高性を示している。このことは、紀伊山地の隆起準平原が河川に浸食されて形成された過程を示している。
地質的には変成岩と古生代・中生代の水成岩からなる。東西方向の帯状配列が顕著で、北から南に向かって三波川帯、秩父帯、四万十帯と古から新へ配列し、その周辺に新生代の田辺層群および熊野層群が分布する。前述のように、東西方向に走る山脈はこうした地質構造に支配されており、一方、南北方向に走る山脈には東西方向からの圧力による波状変形が見られるが、断層は乏しく、地質は連続的である。

### 水系

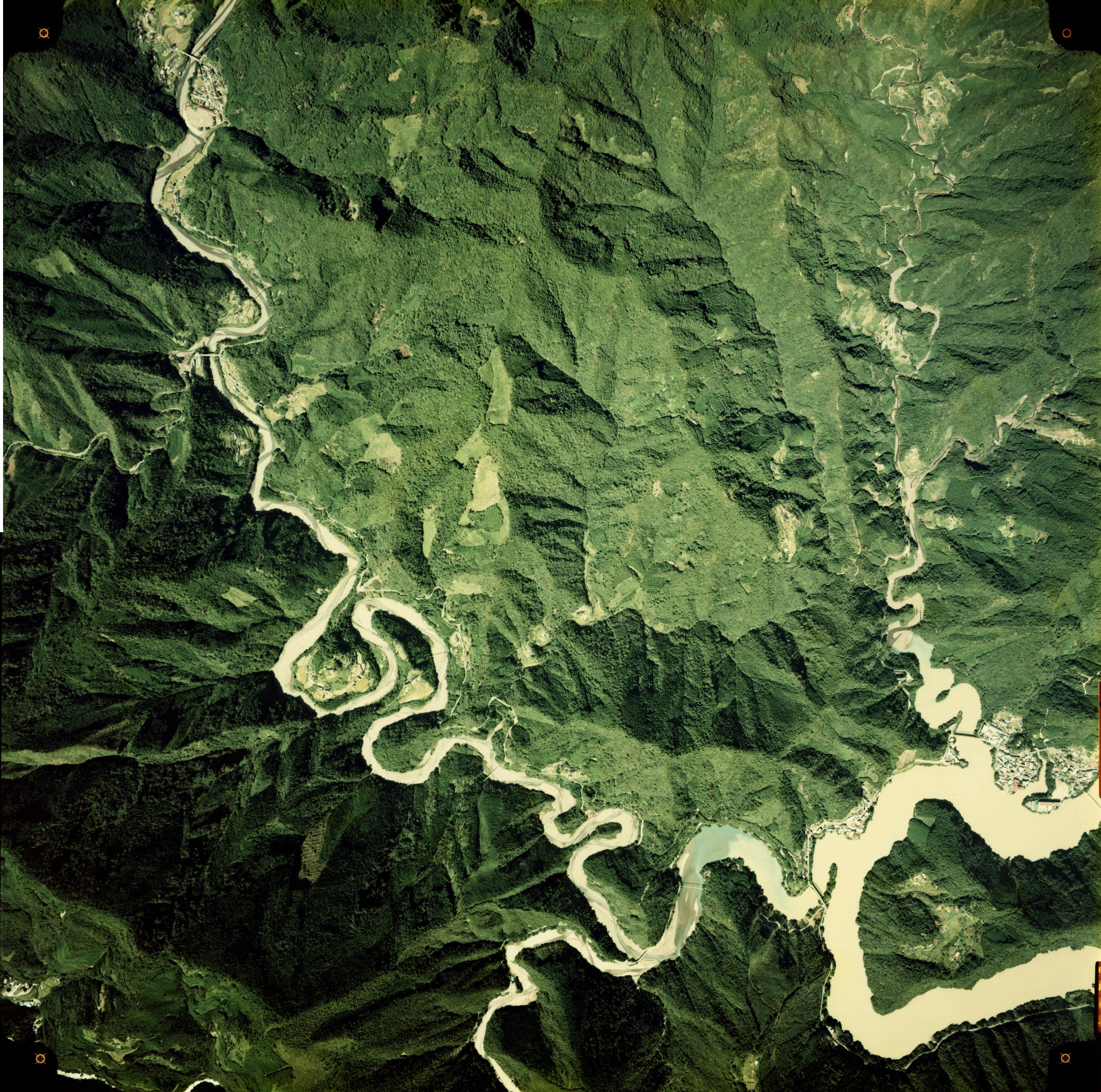
西川下流

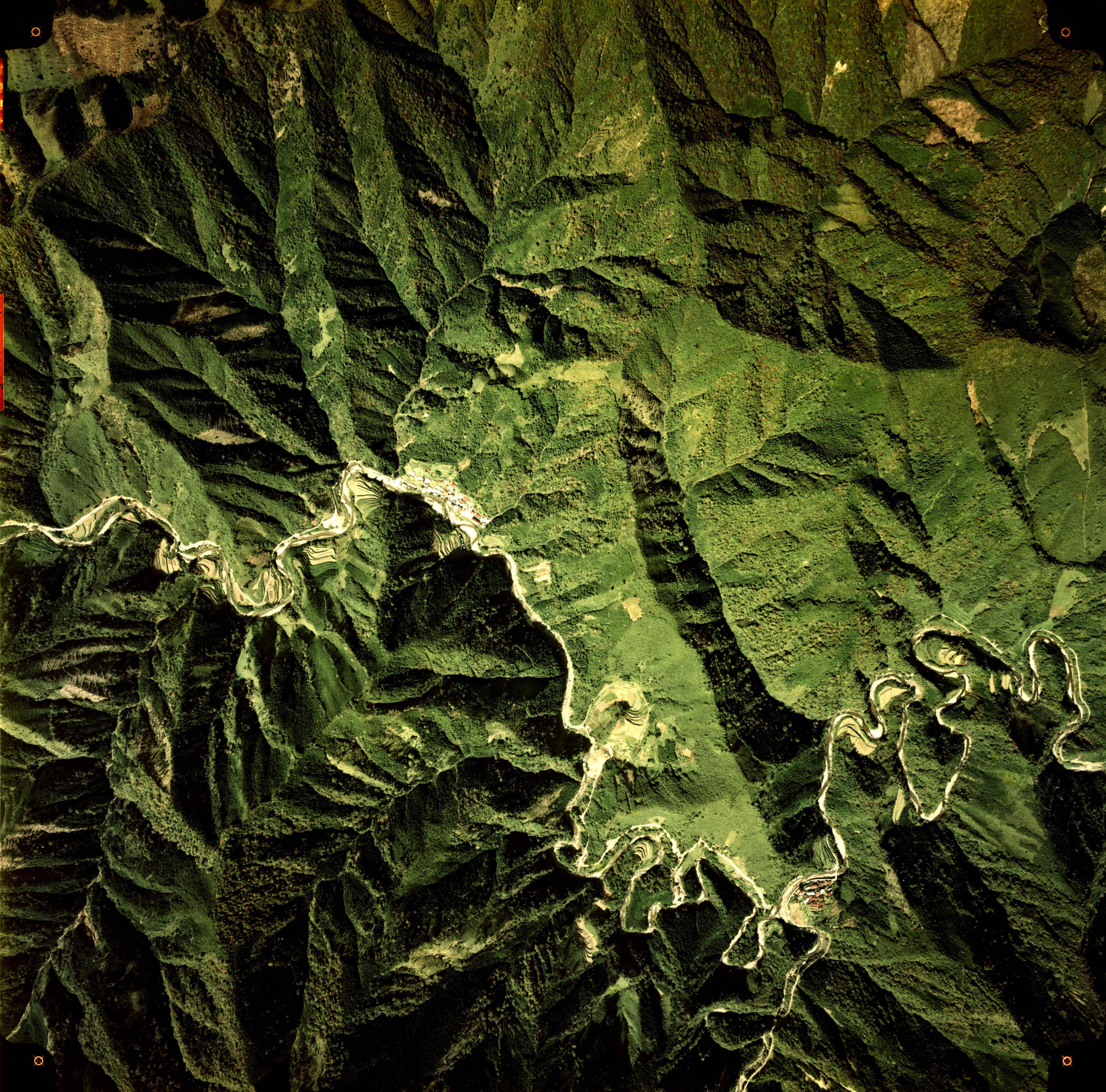
川原樋川上流

水系を見ると、前述のように、雄大なV字谷と著しい屈曲を示す蛇行河川が注目される。
特に十津川支流の神納川のV字谷は、紀伊山地の中でも発達が著しいもので両側の稜線間の距離は10キロメートル、深さは500メートル以上、神納川と十津川本流との合流点である川津から分水嶺までの標高差は1000メートル以上に及ぶが蛇行はさほどではない。これは隆起が今も進行中であることが小さな屈曲を打ち消したものと考えられている。
十津川の支流のなかでも湯川や川原樋川、また、湯川の支流である西川は半径100メートルから500メートルの小さな屈曲を頻繁に繰り返している。十津川本流でも蛇行は見られるものの湯川や西川ほどの急な屈曲の蛇行は見られず、注目に値する。こうした屈曲にΩ字状に囲まれた土地は環流丘陵を構成するが、水害防止の観点から水路を短絡させる工事が行われている箇所もある。このような河川蛇行は、隆起準平原上にあった河川流路の名残と考えられる。この種の隆起準平原の名残と見られる地形が、小辺路周辺には多く見られる。
水系に産する生物、特に魚類については、源伴存の『和州吉野郡群山記』（弘化年間）がイワナ（地方名キリクチ）、アユ、アマゴ（ヤマメ）、ウナギの5種を記載して以来、十津川とその支流に見られる淡水魚について、多くの調査研究が行われてきた。イワナは冷涼な水系を好む種であり、十津川水系上流部は南限にあたると考えられる。小辺路が横切る川原樋川の最上流部渓流は民俗名をキリクチ谷といい、この渓流に棲息するキリクチは1962年（昭和37年）に奈良県天然記念物に指定された。

### 気候
小辺路の大半が属する奈良県南部の山岳地帯は、内陸性山岳気候もしくは太平洋に影響を受けた海洋性山岳気候に属し、さらに台風の通過経路でもあることから、日本でも有数の多雨地帯であることが知られている。小辺路の気象は通年での観測記録を欠くが、十津川・野迫川の両村内もしくは高野山での観測記録から概要を推測できる。例えば野迫川村の荒神岳での観測記録によれば、1月には摂氏マイナス1.9度（同月の橿原4.6度）、8月で21.3度（同27.7度）、年平均9.7度（同15.6度）で、より温暖な十津川でも、夏季の最高気温は25度前後、冬季の最低気温は10度を下回り、寒冷ないし冷涼な気候である。
降水量は十津川の夏季のピーク時には400ミリメートル以上を記録し、奈良盆地での月平均降水量の100から200ミリメートル前後を大きく越える。大台ケ原には及ばないものの、野迫川でも年間降水量は2000から3000ミリメートルに達し、多雨地帯である。

### 植物分布
| 高度帯 | 標高        | 植物種                                                                           |
| ------ | ----------- | -------------------------------------------------------------------------------- |
| 丘陵帯 | 100–500 m   | アカマツ、クヌギ、コナラ、イヌツゲ、ヤマツツジ、シュンラン、コシダ、ワラビなど。 |
| 低山帯 | 500–1000 m  | スギ、ヒノキ。800 mからはブナ帯との推移帯となる。                                |
| 山地帯 | 1000–1600 m | ブナを主とする。林床にスズタケ、ミヤコザサ。                                     |

植生の面では、小辺路の大半が属する奈良県南西部の気候が寒冷ないし冷涼な山岳気候であるという条件に影響されている。小辺路の垂直断面を見ると、熊野川河畔に降りる田辺市本宮町内を除けば最低地点でも標高約200メートル前後、最高地点が伯母子峠（1220メートル）および伯母子岳山頂（1344メートル）周辺であることから、小辺路の植物分布は奈良県史編集委員会による高度別植物分布（表）では丘陵帯、低山帯、山地帯に属している。
十津川・野迫川両村を含む地域は植物分類地理学上、伯母子山地植物地区と呼ばれる。伯母子山地植物地区は東を十津川渓谷、南北と西を和歌山県境稜線で画された地域を指し、神納川を境にさらに伯母子区および果無区に細分される。この植物地区は北を高野山、南を熊野に接することから、これらの地方の植物もみられる。
伯母子岳山麓の神納川・川原樋川河岸ではシラカシ、アカガシ、コナラ、クマシデ、イヌシデやサカキが見られる。800メートルあたりからはブナ林帯に入り、伯母子岳山頂周辺では、ブナ、ミズナラ、クマシデ、ヤシャブシ、オオカメノキなどの落葉広葉樹があり、山頂部の樹木には風雪の影響による矮化が見られる。低木ではシャクナゲ、コバノミツバツツジ、コウヤミズキ、草本類ではツルシロガネソウ、ヤマシャクヤクのほかにラン科植物が多い。標高を下げるにつれ、スギ・ヒノキ植林地ないし、植林の伐採後に発達するアカマツ、リョウブ、コナラ等の二次林が多くなり、「いわば人の生活臭がしみこんだ」景観をなしている。
蕨尾からの果無峠には照葉樹林帯が見られる。十津川河岸から集落までの急傾斜地にはコジイ、サカキ、カシ、アセビ、ウバメガシが生育し、果無集落周辺からはアカマツ、コナラなどに、モミ、ツガ、ヒメシャラ、ホオノキなどを交えた二次林が広がる。山口茶屋の屋敷跡の二次林には海岸性のタブノキやカクレミノが見られるが、これが鳥によって運ばれたものなのか住人が持ち込んだものなのかは不明である。果無峠の一帯はブナを主とする夏緑林帯の自然林である。
この他、特徴的なものとして高野山周辺で商品作物として栽培されていたコウヤマキが挙げられる。
- ブナ
- シラカシ
- コウヤマキ
- サカキ

## 文化財保護
小辺路は文化財保護法にもとづく史跡「熊野参詣道」の一部として、2002年（平成14年）12月19日に追加指定を受けている。小辺路を含む熊野参詣道はそれまで文化財保護法による指定を受けておらず、世界遺産への推薦に先行して保存管理の計画を示す必要から登録されたものである。史跡指定により、小辺路の現状を変更する、または保存に影響を及ぼす行為には文化庁長官の許可が必要となった。世界遺産への推薦・登録に際して設けられた緩衝地帯は文化財保護法の対象ではないが、その他の法令や県および市町村の条例による保護の下に置かれている。
また和歌山・奈良・三重の3県の教育委員会が市町村教育委員会および文化庁と調整のうえで定めた包括的な保存管理計画にもとづき、個別遺産の管理にあたる県ないし市町村教育委員会が個別の保存管理の策定・実施にあたる体制がとられており、保存管理にあたって必要な資金や技術についても政府や県による支援が行われている。

## 史料
小辺路に関連する主要な史料を以下に概観する（以下の概観は、奈良県教育委員会 (2002), pp. 59–63, 77–82、熊野記念館資料収集調査委員会自然・歴史部会 (1987), pp. 59–68、小山 (2000), p. 、小山 (2004), p. などによる）。

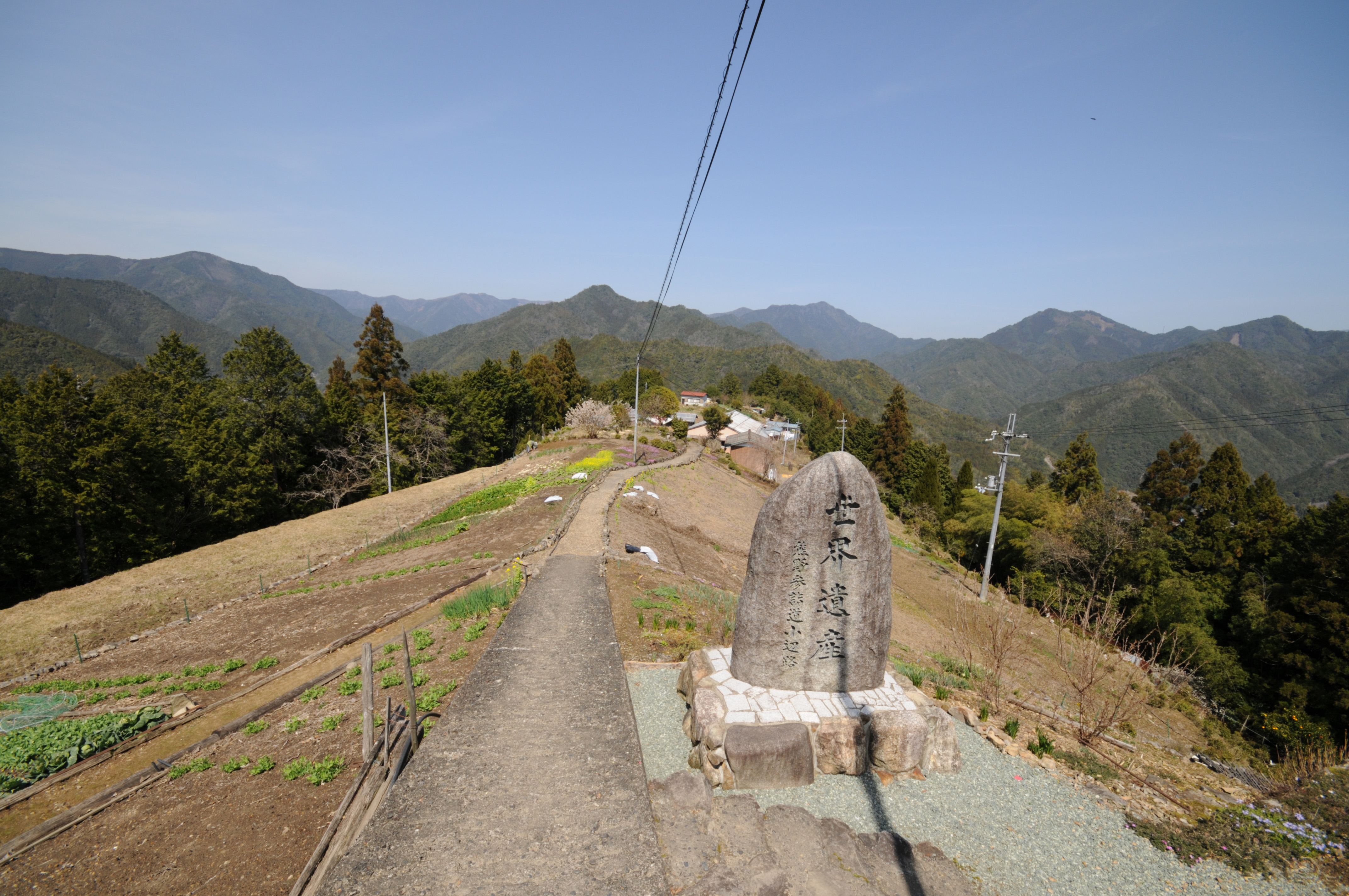
果無集落
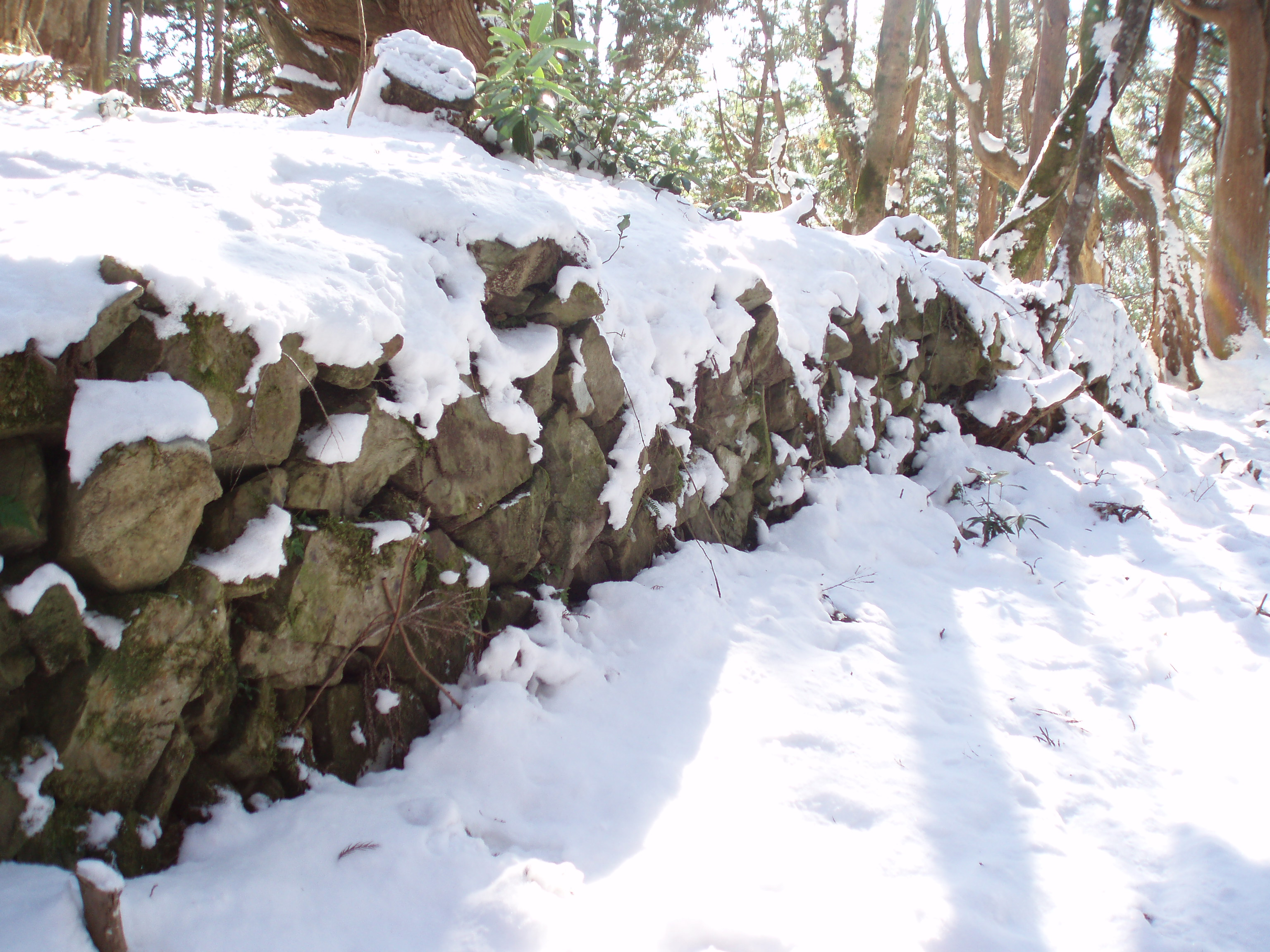
山口茶屋跡の石垣
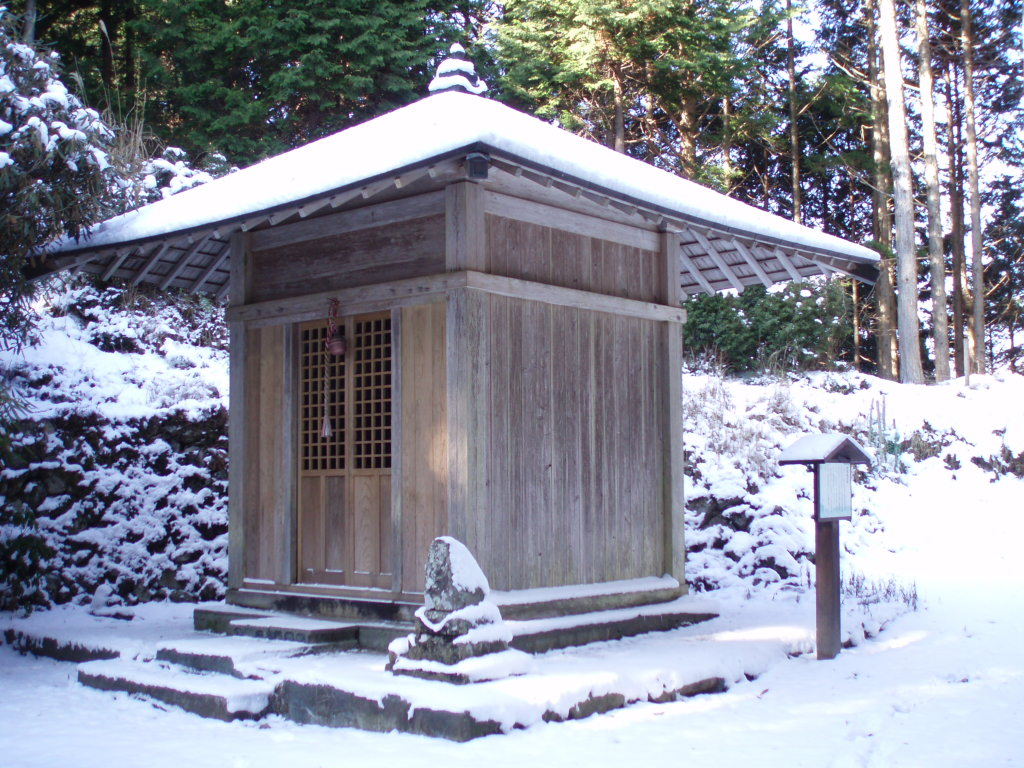
果無観音堂
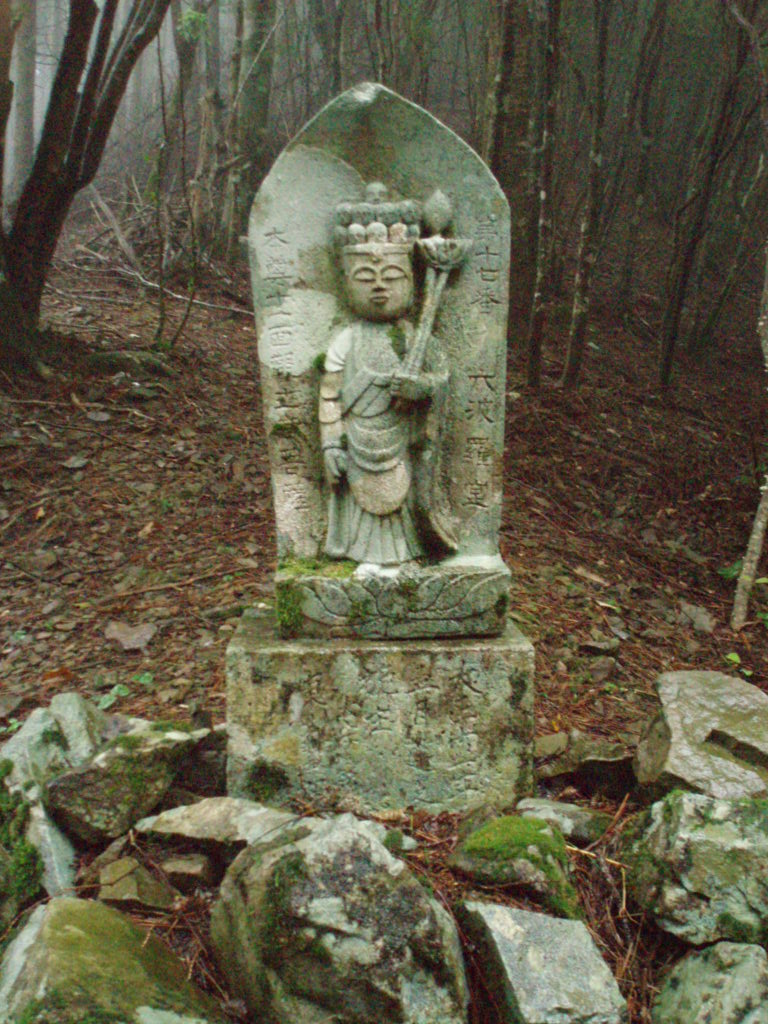
第十七番観音像（果無峠）
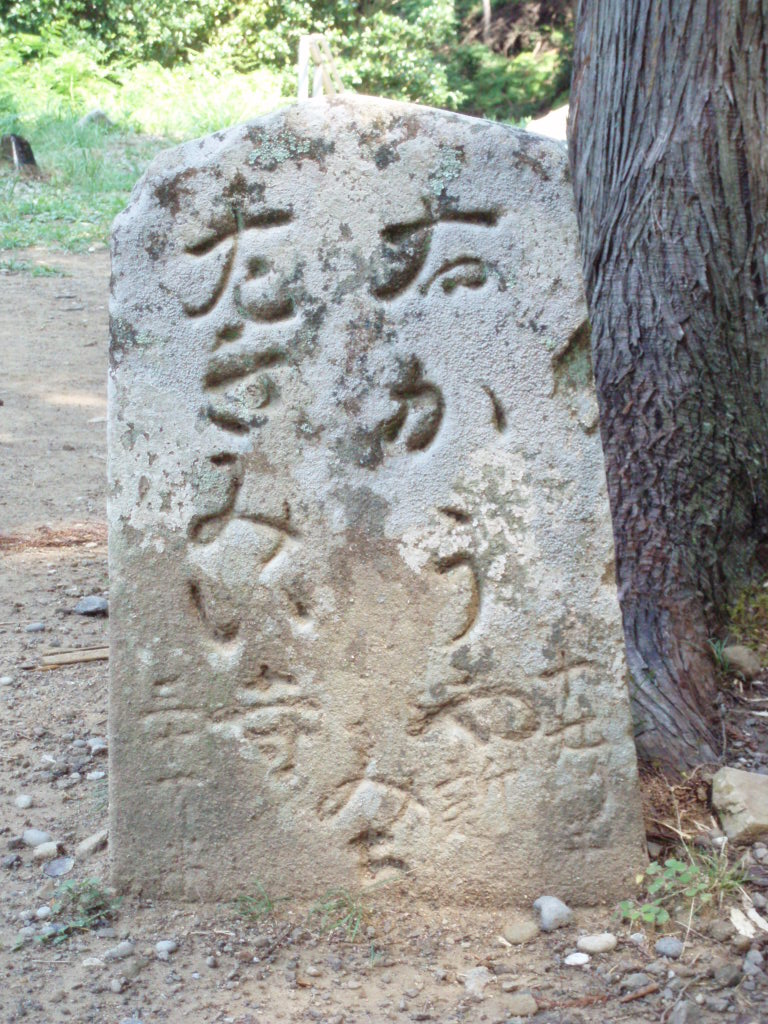
三軒茶屋跡の道標

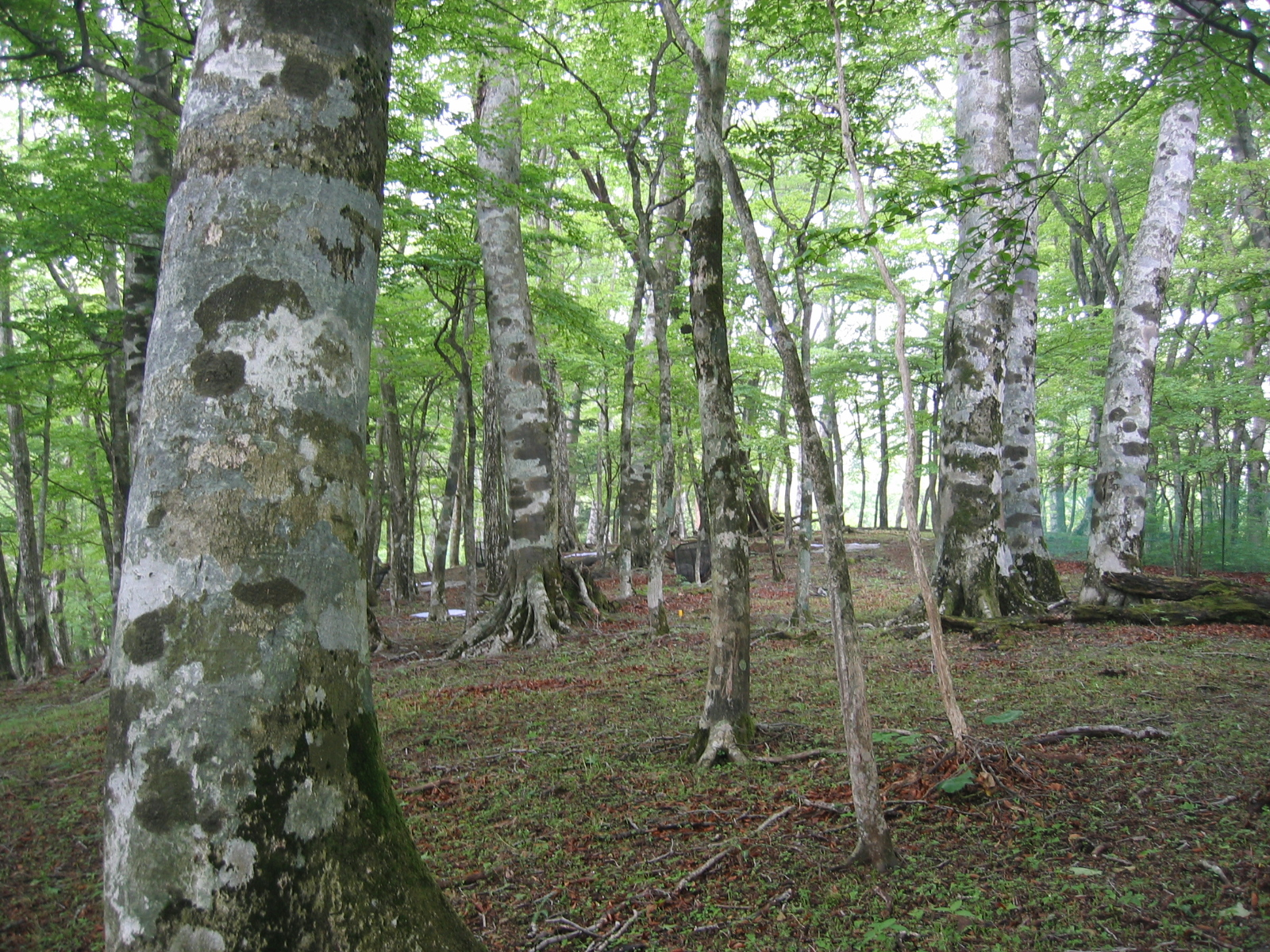
ブナ
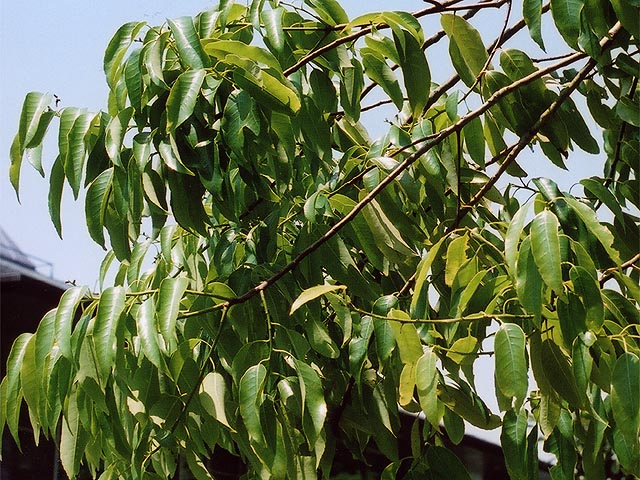
シラカシ
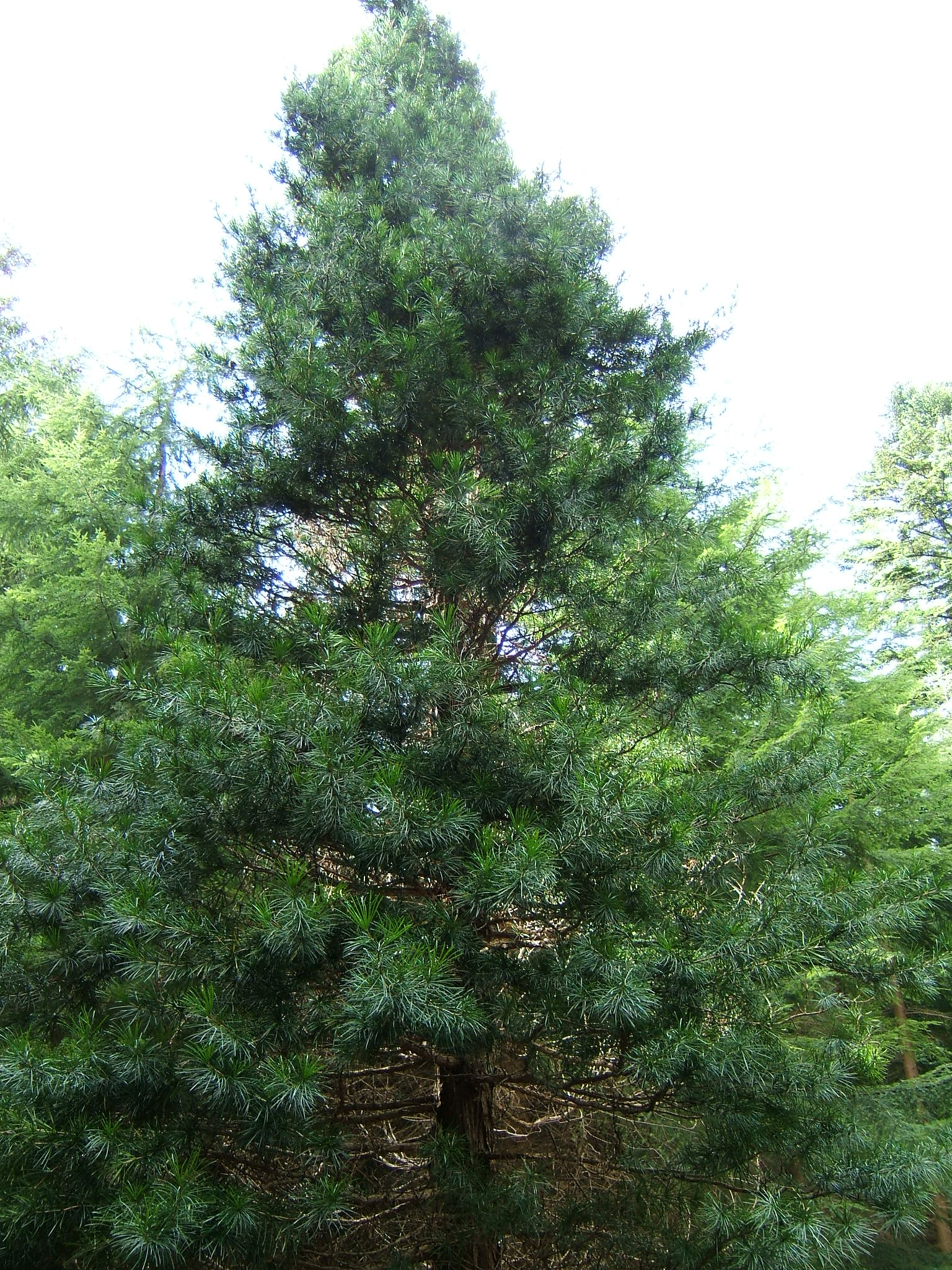
コウヤマキ
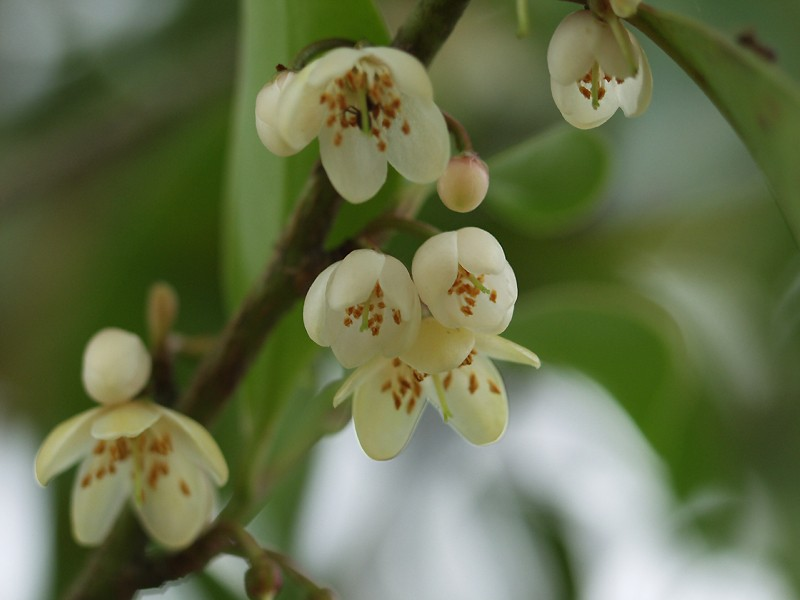
サカキ

| 史料名              | 編著者                                | 年代                | 概要 | 活字本書誌 |
| ------------------- | ------------------------------------- | ------------------- | --- | --- |
| 清良記              | 土居 清良                             | 天正元年 （1573年） | →「 清良記 」を参照 | 『清良記』松浦郁郎（校訂）、1975年。{{cite book ja}}: CS1メンテナンス: others (カテゴリ) - 翻刻、私家版。 |
| 熊野案内記          | 寺内 安林                             | 天和3年 （1683年）  | 河内国丹北郡向井村（大阪府松原市）の庄屋で、本名を寺内好衛門、俳人として自休軒安林と号した。1682年（天和2年）に小辺路経由での熊野参詣の記録で、案内記としてまとめられたため、距離・集落名・戸数、さらには渡し場の舟賃や、食糧事情が厳しいことなどが記されている。松原市史研究紀要の一巻として、三井文庫所蔵の版本にもとづく翻刻が刊行されており、詳細な解説や版本写真が附されている。                                        | 山口ほか (1996)。 |
| 曾良旅日記          | 河合 曾良                             | 元禄4年 （1691年）  | 芭蕉の『奥の細道』随行日記を著したことで知られる松尾芭蕉の門人。高野山から本宮までわずか2泊3日で到達している。 | 天理図書館善本叢書和書之部編集委員会（編）、（1972年）『天理図書館善本叢書和書之部』10巻、天理大学出版部。doi:10.11501/12405561。 - 天理大学所蔵の原本にもとづく影印本。 中西啓（1962年）「杉浦博士未翻刻曾良日記」『近世文芸：資料と考証』第1巻。doi:10.11501/1722230。 - 翻刻。 |
| 熊野めぐり          | 不詳 （大坂・高麗橋付近の商人と推定） | 元文4年 （1739年）  | 道中の様子にくわしく、自身が見聞した箇所だけでなく、実見していないものまで含めて近在の名所旧跡、集落、伝承等の詳細な記録がなされている。小辺路の記述に関しては、石畳が敷設されている場所とその敷設の形態が記されている点が特筆される。それによれば、小辺路の石畳は大坂の商人の寄付によるもの（伯母子峠からの下りの待平や石楠辺村あたり）と、通行する旅人から勧進を募って整備したもの（果無峠）があったという。               | なし。奈良県教育委員会 (2002), pp. 113–117に小辺路に関連する部分の翻刻が収録。 |
| 三熊野参詣 道中日記 | 八尾八左衛門 （伊丹の酒造家・町年寄） | 延享4年 （1747年）  | 『熊野めぐり』とほぼ同様の日程および行程で小辺路をたどっており、果無峠には「道作之小家」とあって、『熊野めぐり』の記述を裏付けている。柳本の渡しの舟賃について記されており、『熊野案内記』からほぼ60年が過ぎているにもかかわらず、額が変わっていなかったことが知れる。『三熊野参詣道中日記』の著者が特に関心を抱いたのは、吉野・熊野の山中の物産で、特に和人参について繰り返し記述が見られ、大阪での市場価格にも触れている。 | 神道大系編纂会 (1984) - 新城常三校註による翻刻。 |
| 西国順拝 風土記     | 妙端                                  | 寛延元年 （1748年） | 高野山の真別処円通寺第八世妙端によ西国三十三所巡礼記。高野山大学図書館に寄託されており、上下二巻だが、上巻を欠いている。下巻にて、本宮からの帰路に小辺路をとっている。『三熊野参詣道中日記』の著者と妙端は知己であったと見え、『三熊野参詣道中日記』4月4日条に、妙端を訪ねたが不在であったため、伝言を残して高野山を出立したとある。                                                                                         | なし。奈良県教育委員会 (2002), p. 119に翻刻が一部収録。 |
| 熊野詣紀行          | 直金                                  | 宝暦5年 （1755年）  | 河内橋本新田（東大阪市）の直金なる人物が、往路を中辺路、復路に小辺路をとって熊野三山を参詣した記録。 | 木村靖（1992年）「ある『熊野詣紀行』の翻刻」『熊野誌』第38号。国立国会図書館書誌ID:000000005980。 |
| 熊野行道中記        | 不詳                                  | 明治12年 （1879年） | 明治期の紀行であるが、熊野三山参詣を目的とするものではない。記述内容はごく簡略で、集落名と戸数、距離、交通路の状況などを記す程度である。行程としては9月28日に高野山を発ち、9月30日に下山したあと5泊。本宮より新宮まで一度熊野川を舟で下り、三重県南牟婁郡の村々を巡ってから本宮に戻り、そこから小辺路を再び通って橋本に戻っている。                                                                                          | なし。私家蔵。 |

| 史料名           | 編著者                | 年代               | 概要 | 活字本書誌                             |
| ---------------- | --------------------- | ------------------ | --- | -------------------------------------- |
| 大和志           | 並河 誠所             | 享保21年（1736年） | →「 五畿内志 」を参照 | 並河 (1978)                            |
| 和州吉野郡群山記 | 源 伴存               | 弘化4年（1847年）  | →「 和州吉野郡群山記 」を参照 | →「 和州吉野郡群山記 § 活字本 」を参照 |
| 里程大和著聞記   | 本多 政勝・ 植村 家政 | 正保3年 （1646年） | 「里程大和国著聞記」「里程大和州著聞記」とも。幕命により紀和国境のルートを調査した文書で、「中道筋」なる名で小辺路がとり上げられている。 | なし。奈良県立図書館が写本を所蔵。     |